# Liste des cardinaux créés par Innocent VIII
Le pape Innocent VIII (1484-1492) a créé  8 cardinaux dans un 1 consistoire.

## 9 mars 1489
- Lorenzo Cibo de' Mari, neveu du pape, archevêque de Benevento
- Ardicino della Porta, iuniore, évêque d'Aléria
- Antonio Gentile Pallavicino, évêque d'Orense
- André d'Espinay, archevêque de  Bordeaux
- Pierre d'Aubusson, grand-maître de l'ordre de Saint-Jean de  Jérusalem
- Maffeo Gherardi, O.S.B.Cam., patriarche de Venise
- Giovanni de' Medici, protonotaire apostolique (futur pape Léon X)
- Federico Sanseverino, protonotaire apostolique